# Леон Скотт Кеннеди
Леон Скотт Кеннеди (яп. レオン・S・ケネディ Рэон Сукотто Кэнэди, англ. Leon Scott Kennedy) — вымышленный игровой персонаж серии игр Resident Evil, созданной компанией Capcom. Является протагонистом второй, четвёртой и шестой частей.
Во время событий RE2, Леон выступал в качестве полицейского-новичка, который с опозданием прибывает в Раккун-сити в свой первый рабочий день. Спустя шесть лет, в Resident Evil 4, Леон возвращается в качестве секретного агента, работающего на американское правительство, отправленного в Испанию на спасение дочери президента США, похищенной по пути домой из колледжа. Леон также выступает в качестве основного персонажа в ряде других игр и играет главную роль в трёх анимационных лентах — Обитель зла: Вырождение, Обитель зла: Проклятие и одну из главных в Обитель зла: Вендетта. Из игровых фильмов франшизы Леон Кеннеди появился в пятой части, Обитель зла: Возмездие, которая вышла на экраны 14 сентября 2012 года. Роль персонажа исполнил Йохан Урб.

## Концепция и дизайн
Персонаж был создан Хидэки Камией как противоположность Крису Редфилду, протагонисту оригинального Resident Evil. Криса дизайнер считал «грубоватым, крутым парнем». Также Камия признался, что первоначально ему импонировал характер Криса. Однако, по мере разработки и развития нового персонажа, он решил изменить Леона. Камия сказал, что был удивлён, насколько популярным стал Леон, и похвалил его развитие в Resident Evil 4 в «круто смотрящегося парня», добавив, что он «влюбляется в него снова и снова».

Леон Кеннеди в Resident Evil 2 (2019 год).

Леон Кеннеди был создан для Resident Evil 2, так как разработчики хотели использовать в создаваемой игре совершенно нового персонажа, который бы не имел опыта в ужасающей ситуации, в отличие от ранее использовавшихся героев. Первоначально Леон создавался как опытный офицер полиции, но после того, как сюжет оригинальной версии Resident Evil 2 (известной сейчас как Resident Evil 1.5) был отправлен на переработку, персонаж был значительно изменён. В новой версии Леон стал полицейским-новобранцем, только поступающим на службу.
В ноябре 2002 года Леон был заявлен в качестве протагониста четвёртой части сериала. Согласно первоначально разрабатываемой версии игры с участием Леона («fog version»), он заражается вирусом «Прародитель» (англ. Progenitor) и в его левой руке появляется скрытая сила. Эта версия была расширена в 2004 году. В ней персонаж использовал своё странное заболевание в борьбе против врагов. В созданном документальном фильме, геймдизайнер, объясняя концепцию персонажей, заявил, что Леон был призван «выглядеть более крепким, но также и спокойным».
Лицо персонажа в Resident Evil 4 было смоделировано Кристианом Дюррэ, уже после создания анимации игры. Во время разработки ленты Обитель Зла: Вырождение Камия сказал, что хотел бы сделать ещё одну игру с Леоном в главной роли. Продюсер Resident Evil 5 Дзюн Такэути сказал, что поклонники сериала «действительно любят» игры с участием как Леона, так и Криса, в связи с их популярностью, и в то же время, было бы «очень драматично», если бы эти два персонажа никогда не пересеклись, а серия бы закончилась. А продюсеру Resident Evil 6 Хироюки Кобаяси так понравился Леон, что он включил его в игру, так как «он занимает центральное место в истории». И несмотря на то, что игра состоит из четырёх сюжетных линий с разными персонажами, представитель Capcom назвал его «главным главным героем».
В игре Resident Evil 2 персонаж был озвучен Полом Хаддадом. В остальных частях (Resident Evil 4, Обитель зла: Вырождение и Resident Evil: The Darkside Chronicles) Леона озвучил Пол Мерсье. В японской рекламе RE2 Леона играет Брэд Ренфро.
Внешность Леону Кеннеди в Resident Evil 2 (2019) и Resident Evil 4 (2023) подарил модель родом из Румынии Эдуард Бадалута.

## Появления

### В играх
Впервые Леон появился в Resident Evil 2 как один из двух протагонистов, вместе с Клэр Редфилд. По сюжету, он полицейский-новичок, прибывший в город, где едва началась эпидемия Т-вируса, и случайно повстречавший Клэр, сражающуюся с зомби. Надеясь найти укрытие, они убегают в городской полицейский участок Раккун-сити. Поняв, что спасения там не найти, Леон и Клэр находят путь в канализацию, через которую им удаётся добраться до подземного исследовательского комплекса корпорации Umbrella, ответственной за утечку вируса. Когда Леон впервые попадает на автостоянку полицейского участка, он встречает таинственную женщину по имени Ада Вонг. В дальнейшем выяснилось, что она является шпионкой, ищущей образец G-вируса. Во время финальной битвы против Тирана модели Т-103, преследующего героев, Ада бросает вниз ракетную установку, с помощью которой Леон (либо Клэр, в зависимости от сценария) убивает его. В конце Леон встречает и убивает Уильяма Биркина (в его окончательной форме), и покидает разрушающийся комплекс вместе с Клэр и Шерри Биркин.
В эпилоге Resident Evil 3: Nemesis, после прохождения игры, рассказывается, что в дальнейшем Леон стал работать на федеральное американское правительство. Во время событий игры Resident Evil Code: Veronica Клэр, застрявшая на острове Рокфор, связывается с Леоном для передачи информации её брату Крису. Сюжет рельсового шутера Resident Evil: The Darkside Chronicles для Wii включает три главы: в двух по-иному пересказываются события Resident Evil 2 и Resident Evil Code: Veronica, а третья является новой. В ней в качестве главных героев появляется Леон и Джек Краузер, которые были отправлены (в 2002 году) в Южную Америку с миссией найти Хавьера Идальго, бывшего наркобарона, который, согласно сообщениям, имел связи с корпорацией Umbrella.
Леон был главным героем Resident Evil 4. Спустя шесть лет после событий в Раккун-сити Леон, ставший специальным агентом Секретной службы, отправлен на спасение дочери американского президента Эшли Грэхэм, которую удерживают в Испании. По ходу выясняется, что похитители девушки — культ, известный как Лос Иллюминадос. Его служители взяли под контроль местных жителей при помощи паразитов, известных как Лас-Плагас. Во время поисков Эшли Леона также схватывают и вводят паразита. При помощи Луиса Серы, исследователя Лос Иллюминадос, и вернувшейся Ады Вонг, Леон удаляет паразита и спасает Эшли. В конце игры Леон с помощью Ады побеждает Озмунда Саддлера, лидера Лос Иллюминадос. Тем не менее, образец Лас-Плагас остаётся в руках убегающей на вертолёте Ады. А Леон и Эшли убегают с острова на её водном мотоцикле.
В Resident Evil 6 Леон является одним из трёх главных героев, вместе с Крисом Редфилдом и Джейком Мюллером.
Леон также появляется в нескольких неканонических играх серии. В игре Resident Evil Gaiden он является одним из главных героев, вместе с Барри Бёртоном. А в браузерной и мобильной игре Resident Evil: Zombie Busters он один из двух игровых персонажей, вместе с Клэр Редфилд. Он также появляется в игре-реинкарнации событий Раккун-сити, шутере от третьего лица Resident Evil: Operation Raccoon City. Здесь игрок управляет оперативниками корпорации Umbrella, посланными убить всех выживших. Некоторые действия в игре могут привести к смерти Леона. Леон также доступен в качестве игрового персонажа в режиме игры «Heroes Mode».
В качестве одного из главных героев вновь появился в ремейках Resident Evil 2 2019 года и Resident Evil 4 2023 года.

### В других медиа
Леон появлялся в еженедельном маньхуа под названием Shēnghuà Wēijī 2 (англ. Biological Crisis 2), выходившем в период с 1998 года по 1999 год. А в 1999 году была выпущена романтическая комедия Èlíng Gǔbǎo II (англ. Demon Castle II), пересказывающая историю Resident Evil 2. В центре сюжета — Леон, Клер и Ада. Леон также является персонажем в комиксе Resident Evil (от Image Comics) и в двух новеллах — Resident Evil: City of the Dead и Resident Evil: Underworld.
В CG-фильме «Обитель зла: Вырождение» Леон, секретный правительственный агент, вновь объединяется с Клэр Редфилд, чтобы остановить ещё одну вспышку Т-вируса. В сиквеле картины под названием «Обитель зла: Проклятие» он также принимает участие.В 2017 году выходит анимационный CG-фильм Resident evil: vendetta, в котором он является одним из главных героев. В отличие от фильмов Пола Андерсона, события этих трёх CG-лент разворачиваются в той же вселенной, что и игры, что делает их каноническими.

В интервью режиссёр Пол Андерсон сказал, что если фильм «Обитель зла: Жизнь после смерти» станет успешным, то он будет снимать пятую часть и хотел бы, чтобы Леон в ней появился. Йохан Урб, актёр, исполняющий роль Леона в кинофильме «Обитель зла: Возмездие», заявил: 
«Все были готовы к встрече с Бэд Рэйн и Джилл Валентайн»
Об отношениях Леона и Ады, Урб сказал: «Это наподобие отношений Малдера и Скалли в сериале „Секретные материалы“, где вы ждёте, что что-то произойдёт, но этого никогда не случается. Может, в дальнейшем, я надеюсь».

### В товарах
В 2004 году Capcom анонсировала серию одежды, основанную на игровых костюмах Леона. Серия была названа «Коллекцией Леона» (англ. Leon's Collection). В продаже также начали появляться другие товары. Так, появились две экшен-фигурки Леона от Hot Toys, три — от NECA, и ещё несколько от других производителей, включая Palisades Toys ToyBiz, и от Capcom.,

## Отзывы и критика
С момента своего появления в  Resident Evil 2, Леон получил очень позитивные отзывы. Вместе с Адой, Леон был добавлен в 2007 году ресурсом The Inquirer в список самых запоминающихся любовных команд в видеоиграх. В 2010 году Nintendo Power поставил Леона на 14-е место в своём списке самых любимых героев игр для Nintendo, отметив, что он прошёл путь от «прославившегося полицейского с плохой причёской» до крутого парня.
В 2009 году GameSpot выставлял персонажа в своём опросе на звание «All Time Greatest Game Hero». По результатам Леон обошёл ДжейСи Дентона, но проиграл Дюку Нюкему. В опросе на самого популярного персонажа видеоигры, проведённом Famitsu в 2010 году, читатели поставили Леона на 31-е место, а в книге Guinness World Records Gamer’s Edition от 2011 года, ему было дано 36-е место в рейтинге лучших персонажей видеоигр. IGN включила его в список желаемых персонажей, которых бы они хотели в Resident Evil 6, называя Леона одним из двух главных героев серии вместе с Крисом Редфилдом, прозвав его «пуританским героем» сериала в статье о лучших бойцах с зомби.
GameDaily прогнозировала, что Леон вместе с Клэр Редфилд могли быть вновь героями следующего тайтла Resident Evil, ссылаясь на то, что Леона не видели со времён выхода Resident Evil 4. А один из авторов Gameplanet в своей статье заявил, что если Леон и Крис станут главными героями в очередном Resident Evil, то это будет «удивительно».
IGN неоднократно добавляла его в качестве персонажа, которого бы хотели увидеть в серии Super Smash Bros.. GamesRadar отметил дизайн Леона в Resident Evil 4 фразой:
«Дэвид Боуи пилотирует Memphis Belle».
В 2012 году Complex добавил персонажа в свой список самых «клизменных» персонажей видеоигр за «его сарказм и угрюмость в RE4», добавив, что: «…мы наслаждались игрой больше, когда Леон не говорил». PlayStation Universe написал: «Мы видели превращение Кеннеди из симпатичного, влюблённого, мокрого по самые уши щенка в способного, суперспокойного правительственного агента, сумевшего не только выжить в Раккун-сити, но и помочь спасти президентскую дочь. Неплохо для парня, которому ещё даже не исполнилось 30-ти лет».
Журнал Empire поставил Леона на 44 место в списке 50 величайших персонажей компьютерных игр.